# Sennedjem (précepteur de Toutânkhamon)
Ne doit pas être confondu avec Sennedjem (artisan).
Sennedjem était un fonctionnaire vivant sous le règne de Toutânkhamon à la fin de la XVIIIe dynastie. Sennedjem était précepteur, mais aussi portait plusieurs autres titres, tels que « père divin », aimé du dieu, Porteur de l'éventail à la droite du roi.

## Sépulture
Sennedjem est jusqu'ici connu seulement par son tombeau découvert à Akhmîm.
La tombe n'a jamais été finie et il n'est pas certain que Sennedjem y soit inhumé. Dans la tombe apparaît à plusieurs reprises le nom du pharaon Toutânkhamon, preuve qu'il a été construit sous ce règne. Dans la décoration de la tombe apparaît également le nom du surveillant des infirmiers Senqed. Le tombeau aurait donc été évidemment construit pour deux fonctionnaires. Il semble que le nom de Sennedjem a été délibérément effacé de la décoration de la tombe. Par la suite, Sennedjem est tombé en disgrâce et sa mémoire a été effacée, mais ce n'est pas certain que ce soit sous Toutânkhamon ou plus tard.
Le tombeau est aujourd'hui largement détruit et beaucoup de décorations sont perdues.